# 25372 Shanagarza
25372 Shanagarza (tên chỉ định: 1999 TB164) là một tiểu hành tinh vành đai chính. Nó được phát hiện bởi dự án Nghiên cứu tiểu hành tinh gần Trái Đất Lincoln ở Socorro, New Mexico, ngày 9 tháng 10 năm 1999. Nó được đặt theo tên Shana Garza, an American educator ở Gatlinburg, Tennessee.